# Fitzgerald and Pass… Again
Fitzgerald and Pass… Again (с англ. — «Фицджеральд и Пасс… снова») — сорок пятый студийный альбом американской джазовой певицы Эллы Фицджеральд, записанный совместно с гитаристом Джо Пассом в 1976 году и выпущенный на лейбле Pablo Records. Ранее Фицджеральд уже записывалась с Пассом, плодом их первого сотрудничества стала пластинка Take Love Easy (1973).
На 19-й церемонии «Грэмми» альбом принёс Фицджеральд награду в номинации «Лучший джазовый вокальный альбом».

## Список композиций
| №                   | Название                                    | Текст песни               | Музыка               | Длительность |
| ------------------- | ------------------------------------------- | ------------------------- | -------------------- | ------------ |
| 1.                  | «I Ain’t Got Nothin’ But the Blues»         | Дон Джордж                | Дюк Эллингтон        | 4:04         |
| 2.                  | «’Tis Autumn»                               | Генри Немо                | Генри Немо           | 5:05         |
| 3.                  | «My Old Flame»                              | Сэм Кослоу                | Артур Джонстон       | 4:49         |
| 4.                  | «That Old Feeling»                          | Лью Браун                 | Сэмми Фэйн           | 2:45         |
| 5.                  | «Rain»                                      | Юджин Форд                | Юджин Форд           | 2:22         |
| 6.                  | «I Didn’t Know About You»                   | Боб Расселл               | Дюк Эллингтон        | 4:41         |
| 7.                  | «You Took Advantage of Me»                  | Лоренц Харт               | Ричард Роджерс       | 3:35         |
| 8.                  | «I’ve Got the World on a String»            | Тед Колер                 | Гарольд Арлен        | 4:07         |
| 9.                  | «All Too Soon»                              | Карл Сигман               | Дюк Эллингтон        | 4:24         |
| 10.                 | «The One I Love (Belongs to Somebody Else)» | Гас Кан                   | Ишам Джонс           | 4:02         |
| 11.                 | «(In My) Solitude»                          | Ирвинг Миллс, Эдди Деланж | Дюк Эллингтон        | 3:43         |
| 12.                 | «Nature Boy»                                | Иден Абец                 | Иден Абец            | 2:24         |
| 13.                 | «Tennessee Waltz»                           | Пи Ви Кинг                | Редд Стюарт          | 3:48         |
| 14.                 | «One Note Samba»                            | Джон Хендрикс             | Антонио Карлос Жобим | 5:00         |
| Общая длительность: | Общая длительность:                         | Общая длительность:       | Общая длительность:  | 54:49        |

## Участники записи
- Элла Фицджеральд — вокал.
- Джо Пасс — гитара.